# 켈라트긴발톱땃쥐
켈라트긴발톱땃쥐(Feroculus feroculus)는 땃쥐과에 속하는 포유류의 일종이다. 켈라트긴발톱땃쥐속(Feroculus)의 현존하는 유일종이다. 스리랑카와 인도 남부 지역의 토착종이다. 자연서식지는 아열대 또는 열대 기후 지역의 건조림과 건조한 저지대 초원, 그리고 습지이다. 서식지 감소로 멸종 위협을 받고 있다. 이름은 동물학자 에드워드 프레드릭 켈라트(Edward Frederick Kelaart)의 이름을 따서 지었다.